# Nežárka
Nežárka (německy Naser, dříve zvaná Včelnice) je pravostranný přítok řeky Lužnice v Jihočeském kraji. Je dlouhá 56,0 km (společně se svou delší zdrojnicí Žirovnicí má celkovou délku 86,1 km). Plocha jejího povodí měří 1000,8 km².

## Průběh toku
Řeka Nežárka vzniká soutokem říček Kamenice a Žirovnice v Jarošově nad Nežárkou v nadmořské výšce 472 m. Nejprve její tok míří jihozápadním směrem k Jindřichovu Hradci. Od Jindřichova Hradce teče řeka na jih k obci Lásenice, u které postupně obrací svůj tok směrem na západ. Dále po proudu u Stráže nad Nežárkou se řeka stáčí na severozápad. Tento směr si ponechává až ke svému ústí do Lužnice (Staré řeky) ve Veselí nad Lužnicí v nadmořské výšce 408 m.

### Větší přítoky
- levé – Hamerský potok, Řečička, Pěnenský potok, Lásenice, Nová řeka
- pravé – Radouňský potok, Ratmírovský potok, Vyderský potok, Hatínský potok, Holenský potok, Řečice

Přítok Nežárky Nová řeka je umělý vodní kanál, který odvádí vody Lužnice a chrání tak rybník Rožmberk v případě povodní.

## Vodní režim
Hlásné profily:
| místo      | říční km | plocha povodí | průměrný průtok (Qa) | stoletá voda (Q100) |
| ---------- | -------- | ------------- | -------------------- | ------------------- |
| Rodvínov   | 52,70    | 297,20 km²    | 2,23 m³/s            | 91,0 m³/s           |
| Lásenice   | 35,00    | 684,66 km²    | 4,93 m³/s            | 160,0 m³/s          |
| Hamr (Val) | 8,00     | 981,02 km²    | 12,30 m³/s           | 230,0 m³/s          |

## Mlýny
- Šarochův mlýn – Lásenice, okres Jindřichův Hradec, kulturní památka

## Ochrana přírody
Část koryta Nežárky je chráněna v rámci evropsky významné lokality „Lužnice a Nežárka“.